# Med min lampa tänd jag väntar glädjebudet höra få
Med min lampa tänd jag väntar glädjebudet höra få är en sång från 1884 med text och musik av Richard Slater. Emanuel Booth-Hellberg översatte sången till svenska 1886.

## Publicerad i
- Frälsningsarméns sångbok 1929 som nr 476 under rubriken "De yttersta tingen och himmelen".
- Musik till Frälsningsarméns sångbok 1930 som nr 476.
- Frälsningsarméns sångbok 1968 som nr 194 under rubriken "Helgelse".
- Frälsningsarméns sångbok 1990 som nr 697 under rubriken "Framtiden och hoppet".